# 高城彩
高城 彩（たかぎ さやか）は日本のAV女優。過去オールプロに所属していた。。現在オールプロの公式サイトに記載はなく、不明であったが、2023年9月29日のX(元Twitter）で本人が事務所を辞めたことを発言した。現在はフリー。

## 作品

### アダルトビデオ
2016年
- 現役エステティシャン決意の出演! 魅惑の巨乳人妻初脱ぎAVデビュー!!（12月8日、マドンナ）
- 情に厚いオトナSOD女子社員が二人っきりほっこりデートで童貞グラデュエイション (12月8日、SODクリエイト）※ノンクレジット

2017年
- 関西出身、10歳の子供を持つ看護師はグラマラス巨乳熟女 高城さん35歳 （1月1日、プラネットプラス）※「高城さん」名義
- 生撮り素人ハンティング AV男優の凄技SEXで中出し絶頂を繰り返す美人妻Vol.5 さやか （1月7日、Fitch）※「さやか」名義
- 夫の目を盗んでこっそり僕を誘惑してくる友人の奥さん (1月13日、マドンナ）
- ワケ有り人妻を肉便器に改造 ヤリ部屋調教 高城彩36歳 （2月7日、山と空）
- 出産直後でご無沙汰中の子育てママは100％欲求不満!「そのオッパイ、赤ちゃんの代わりに僕が舐めてあげますよ」ナンパ即ハメ中出し!!（2月3日、グリグリ）
- 関西弁がめっちゃエロい デカ尻妻やねん! 「なあ見てみ…ウチの道頓堀、洪水やわぁ」 元看護師の変態妻さやかさん 38歳 Gカップ (98cm) ヒップ105cm 高城彩 （3月7日、マザー）
- 下着泥棒してたら、友達の母さんにバレた! 人生オワタと思いきや…僕のチ●ポを握りしめ、「内緒にして欲しい?」と迫ってきた （3月7日、プレステージ）※ノンクレジット
- 本気(マジ)口説き 人妻編 35 ナンパ→連れ込み→SEX盗撮→無断で投稿 （3月10日、プレステージ）※ノンクレジット
- 人気No.1人妻セクキャバ嬢にセンズリ発射を見せつけたら、トロトロ顔で興奮するので… （3月10日、プレステージ）※ノンクレジット
- 仲良しファミリーナンパ! どこから見てもハッピーなベビーカーを押した家族をゲット! 綺麗なママにちょっかいだしちゃいました!（3月10日、ホットエンターテイメント）※ノンクレジット
- 肉弾巨乳レズビアン～豊潤エステに虜堕ちした爆乳ボディ～（3月13日、U&K）
- 素人妻ナンパ 全員生中出し4時間 セレブDX 55 (3月17日、ロータス）
- 街頭逆ナンパ お願い! アナタのおちん○ん見せて下さい (2)（3月19日、パラダイステレビ）
- とりいそぎ妊娠したい妻がいる（3月24日、タカラ映像）
- でっかい尻の奥さんはスケべに決まってる（3月31日、MALLION）
- 乳首と熟女 （4月8日、アロマ企画）
- 現金返済する金欠の人妻をキャッシングローンATMで待ち伏せ。ガチナンパでラクラク中出し（4月14日、プレステージ）
- 赤ふんレズビアン（4月28日、U&K）
- 挑発熟女のパンチラとおっぱい（5月8日、アロマ企画）
- 「ダブルベッド近親相姦! 間違えたフリしてダブルの客室を予約して側位状態で勃起させながら叔母さんと一緒に密着寝したら優しくヤられた」 VOL.2 （5月18日、DANDY）※ノンクレジット
- 焦らされてロケット射精!! スローオイル手コキ 3  (5月20日、アロマ企画）
- 同窓会で久しぶりに会ったクラスNo.1の美人がまだ独身だったので泊まりに行こう! 3（5月27日、パラダイステレビ）※「彩」名義
- 中年男に何度もイキ我慢を強いられた未亡人（6月1日、F&A）
- 隣の奥様はGカップムチムチ爆尻妻（6月4日、ルビー）
- 熟女レズ 誘惑と興奮（6月4日、ルビー）
- 「オレのほうが絶対気持ちいいに決まってる!」同居し始めた息子と優しいデカ乳嫁との淡白なSEXを見て対抗心芽生えた義父が果てる息子を横目に強制生挿入! 憧れの柔らかなオッパイを本能のままに堪能! 旦那では味わえない激ピストンに悶絶絶頂する嫁に何度も中出し!（6月9日、V&R PRODUCE）
- 近親［無言］相姦 隣にお父さんがいるのよ…（6月11日、ヴィーナス）
- 出張族が集中する品川は客の争奪戦が激化して普通のマッサージもデリヘルも別次元の過剰サービスが横行していた!（6月18日、パラダイステレビ）※ノンクレジット
- チ○ポ狂いの変態どすけべ母（6月20日、マザー）
- 寝取られた俺の妻 同級生に強姦され（6月25日、グローバルメディアエンタテインメント）
- 乳首びんびんロケット巨乳奥様 でか肉尻露出する長身淫乱人妻ナンパ（6月25日、かつお物産）※ノンクレジット
- ホームステイにやってきた黒人さんのデカち○ぽに発情した母さん（7月5日、グローリークエスト）
- ずっと家が貧乏で小中高とあだ名が『ボンビー』の僕は奨学金で大学に進学。お金を稼ごうと始めたパン屋のバイトでパートの巨乳奥さんに一目惚れ!（7月16日、ヴィーナス）
- 回春ココナッツオイルエステにヤられちゃった僕。その2（7月20日、アロマ企画）
- 旦那に隠れて意を決して買った電マで初オナニーにふける敏感なご無沙汰巨乳妻! 何度もイキまくる姿を見た義父がまさかのフル勃起! 憧れのデカ乳を激しく揺さぶりながら何度も中出し!（8月11日、V&R PRODUCE）
- デカ尻どスケベ淫乱熟女!!（8月18日、MARRION）
- 熟尻博覧会 デカ尻な熟女達のスケベな祭典4時間（9月1日、MARRION）
- 腿こきマダム 3（9月8日、アロマ企画）
- 美巨尻妻フィストファック解禁!! 忘れられない拳の感触 （9月9日、マドンナ）
- 淫乱メガ尻妊活妻 優秀な精子で妊娠するために手段を選ばない欲求不満な女たち（11月9日、Fitch）
- イキ狂い! 連続潮吹きお漏らし熟女13人（12月18日、なでしこ）
- 女体拷問研究所 THE THIRD JUDAS (ユダ) Episode-14 紅蓮の捜査官哭く爆肉処刑台 残虐な雁字搦め拷問に秘唇発狂の宴（12月25日、Baby Entertainment）
- 私を女優にして下さい AGAIN 16（12月30日、HMJM）

2018年
- 息子の友達のマセガキ共に性処理をさせられる母親（1月11日、ヒビノ）
- 爆乳メガ尻ホームヘルパー（1月18日、クリスタル映像）
- 熟女限定 熟女が部屋にやって来た お持ち帰り盗撮 そのままAV発売へ3 爆乳デカ尻編（1月19日、熟女バンク/エマニエル）※「美菜」名義
- 計5000ピストンのイっても終わらない赤面業務 新開発コンドーム耐久テスト 白濁本気汁を垂らしながら生真面目SOD女子社員が同僚の前で根元までディルドを咥え込む やらされ杭打ちディルドオナニー!（1月25日、SODクリエイト）※「高山美緒」名義
- 巨乳ドスケベコレクション3（1月27日、HMJM）
- 爆乳尻ベロちゅうザーメンぶっかけ豊満女社長（2月1日、クリスタル映像）
- 挑発的誘惑パンチラリズム（2月2日、OFFICE K'S）
- 娘が息子を逆レイプしているところを目撃した欲求不満ママが交ざってきちゃって、近親レズ中出し親子丼SEX!（2月2日、OFFICE K'S）
- 完全ノーカット撮影 挿入音丸聞こえ! バイノーラルディルドオナニー（2月2日、OFFICE K'S）
- 母子交尾 ～三春路～（2月4日、ルビー）
- アナル解禁! デカ尻緊縛アナル姦（2月10日、ヴィ）
- バレたらヤバイ状況で密着しながら挑発してくる女たち 4（2月16日、OFFICE K'S）
- 超高画質! じっくりと接写した敏感勃起乳首いじり（2月16日、OFFICE K'S）
- 素人娘 初めてのアナル舐め手コキ（2月16日、OFFICE K'S）
- WifeLife vol.034・昭和54年生まれの高城彩さんが乱れます・撮影時の年齢は38歳・スリーサイズはうえから順に100/65/103 （2月16日、SEX Agent）
- 子持ち主婦 巨乳熟妻 加賀谷幸代（2月25日、豊彦）※「加賀谷幸代」名義
- AV女優 裸コレクション 第七弾（3月9日、V＆R PRODUCE）
- 欲求不満の肉体を持て余していた奥様は、ムチムチの豊満デカ尻と卑猥な淫語で旦那以外のチ○ポを誘惑する不貞行為にハマってしまう…エスカレートした性欲は小便を飲まれることに快感を覚えるようになり、変態へと覚醒していくド淫乱不倫妻（3月16日、OFFICE K'S）
- ナンパ男にその魅力的な身体を差し出した奥様 （3月29日、エチケット）※「仲良しファミリーナンパ! どこから見てもハッピーなベビーカーを押した家族をゲット!」の単体再編集版
- いつも笑顔で声をかけてくれる近所のおばさんのムッチリとした太腿にチ○ポを擦りつけたらピッタリと挟みこむ太腿コキで優しく抜いてくれた! 射精後もギンギンに勃起している若者デカチ○ポを見てウットリするおばさんにとっさに即ハメ生中出し!!（4月19日、DEEP'S）
- 訪問営業セールスレディ 契約に必死なので、フェラチオをする枕営業 隠れてセンズリしたり… お触りしまくったら…（4月20日、STAR PARADISE）
- 電気屋の関西弁丸出しなお姉さんの爆乳おっぱいにHなイタズラ（4月20日、STAR PARADISE）
- ゲスの極み映像 イケメン連れ込み6人目（5月11日、プレステージ）※ノンクレジット
- 熟女限定 熟女が若者を自宅に連れ込み1 ウチのボイン妻 (明菜) とデカ尻他人妻 (聖子) がねとられた姿をすべて盗撮 腹いせにAV大公開（5月19日、熟女バンク/エマニエル）※「聖子さん」名義
- 肉感イズム（6月3日、ビッグ・ザ・肉道/妄想族）
- 授尿保育園 （6月8日、OFFICE K'S）
- 牝犬マスク肉体玩具スレイブ (2018年6月8日、クリスタル映像）※ノンクレジット
- 勃起したチ○ポを見せつけられて興奮しちゃった素人娘 vol.4 （6月8日、OFFICE K'S）
- 白乳のむちむちボイン! 魔性のおっぱいママ りえさん 38歳 (仮名) 男を次々と虜にするフェロモンBODYは極上! 息子に吸われたてエロ乳輪＆敏感まん○をドヒィドヒィ逝かせまくって寝取り種（6月11日、心斎橋ハードコア）※「りえさん」名義
- 魔性のおっぱい人妻りえさん 38歳(仮名) 元気チ○ポ参加で鬼3P乱交パーティ 白乳のむちむちボディに次々と生チ○ポぶち込んで種付けヒィヒィ逝かせまくって完全メス豚化（6月18日、心斎橋ハードコア）※「りえさん」名義
- 私の身体に興味津々な甥っ子を誘惑してみた（6月12日、青春舎）
- 「おばさんを酔わせてどうするつもり?」若い男女で溢れ返る相席居酒屋で一人呑みしている熟女を狙い撃ちで口説いてお持ち帰り! 寂しさと欲求不満が募った素人奥さんの乾いたカラダはよく濡れる!! VOL.13 （6月14日、熟女LABO）
- 不意の乳揉みで全身が性感帯のように敏感になってしまった巨乳おばさんが発情したらレズの誘いも拒まない （6月22日、GIGOLO）
- 「あっ! ナマで入っちゃった!」オイル素股でマ○コにチ○ポを擦りつけてたら気持ち良すぎてヌルッと生挿入!! 中出しSEXまでヤッちゃったデリヘル嬢たちスペシャル （8月15日、グローリークエスト）
- 熟女のくちヌキ。～男性器全体を覆い隠すほどの勢いで喉奥までぶち込み続ける狂乱口技、ここに極まる～ （8月17日、SEX Agent）
- ヘンリー塚本原作 乳房 男が狂う二つの果実（9月9日、FAプロ）
- スタジオ撮影でマイクロビキニのつばさちゃんは、セクハラされまくりの水着モデル 八乃つばさ ※八乃つばさ作品ゲスト出演　（2018年9月18日、AVS Collector's)
- かおる（10月19日、俺の素人）「かおる」名義
- サヤカ（10月26日、人妻空蝉橋）※「サヤカ」名義／ガチンコ中出し!顔出し!五十路ナンパ in 有明　出演部分単品配信分
- 爆乳ムチムチ妻の下品なマラ喰い肉欲生活（10月1日、プラネットプラス）
- 一般男女モニタリングAV 街行く仲良し親子限定! 母性溢れる巨乳のお母さんと大学生の童貞息子が禁断の母子筆おろしソープ体験! 密着ぬるぬるソーププレイで思わずフル勃起した息子チ○ポと恥じらいつつも疼きだした母親マ○コは人生初の中出し近親相姦してしまうのか!?（10月9日、 ディープス）
- ガチンコ中出し!顔出し!五十路ナンパ in 有明（10月27日、ビッグモーカル）　※「さやか」名義
- 酒好きむっちり関西妻のお漏らし変態SEX（11月8日、ビッグ・ザ・肉道/妄想族）
- はだかの奥様（11月20日、エマニエル）
- 息子の親友 勃起おチ○ポ中毒になった母（11月23日、人妻花園劇場）
- 美人妻 乳首舐め手コキ＆ねっとりジュルジュルフェラ (2018年11月30日、STAR PARADISE)

2019年
- イケメンが熟女を部屋に連れ込んでSEXに持ち込む様子を盗撮した動画。 FANZA限定！先行配信スペシャル！！73 (2019年5月31日、熟女JAPAN) 　（DVD発売2019年10月1日） ※「理沙」名義
- セックスするなら断然、地方の人妻！ VOL.1(2019年10月27日、花と蜜)
- どこまでヤレる！？個室マッサージ店のお姉さん （2019年11月20日、スターパラダイス）
- 熟女限定 熟女が部屋にやって来た お持ち帰り盗撮 そのままAV発売へ24 あの長身巨乳熟女たちと再会して生挿入・中出し編 身長170センチ/美菜さん/Iカップ/45才 身長170センチ/あずささん/Lカップ/48才（2019年12月14日、熟女バンク/熟女卍）　※「美菜さん」名義
- 【胸糞注意】NTR 寝取られた嫁「あなた、ごめんなさい…」 夫の知らない所で他人に抱かれた人妻4人の物語（2019年12月27日、なでしこ

### アダルトVR
2018年
- 完熟の味（1月26日、CASANOVA）
- 爆乳妻を四方八方阿修羅責め（3月23日、CASANOVA）
- もしも彼女がAV女優 高城彩だったら… 夢の四畳半同棲生活 （6月4日、WOW!）

2019年
- ボインちゃん VR ノーモザイク (2019年1月17日、ガン見隊）
- VR巨乳×顔騎 ノーモザイク　(2019年6月5日、ガン見隊）